# Horst Kubuteit
Horst Kubuteit (* 17. Juli 1946; † 4. Juni 1973 in Reichenbach im Vogtland) war ein deutscher Fußballspieler, der in den 1970er Jahren in Werdau Zweitligafußball betrieb.

## Sportliche Laufbahn
1971 wurde die Betriebssportgemeinschaft Motor Werdau Meister der Bezirksliga Karl-Marx-Stadt und qualifizierte sich damit für die zweitklassige DDR-Liga. An diesem Erfolg war auch der 25-jährige Horst Kubuteit beteiligt. In seiner ersten DDR-Liga-Saison 1971/72 hatte er als Außenstürmer einen Stammplatz sicher, von den 20 Punktspielen bestritt er 18 Begegnungen und kam zu vier Torerfolgen. Die BSG Motor wurde überraschend Staffelsieger und qualifizierte sich damit für die Aufstiegsrunde zur DDR-Oberliga. Dort blieb die BSG jedoch sieglos und verpasste so den Aufstieg. Als Linksaußenstürmer bestritt Kubuteit alle acht Spiele und schoss ein Tor. Auch in der Spielzeit 1972/73 war Kubuteit wieder Stammspieler der BSG Motor. Bei den diesmal ausgetragenen 22 Ligaspielen fehlte er nur einmal, zudem wurde er mit fünf Treffern wieder ein erfolgreicher Torschütze. 
Horst Kubuteit verstarb im Sommer 1973 durch einen Unfall während eines Fußball-Freundschaftsspiels bei der BSG Blau-Weiß Reichenbach. Bei einem Kopfballduell hatte er einen Schädelbasisbruch und schwere Gehirnverletzungen erlitten.

## Einzelnachweis
1. ↑  fuwo Nr. 1973/25, S. 11

| Personendaten    | Personendaten            |
| ---------------- | ------------------------ |
| NAME             | Kubuteit, Horst          |
| KURZBESCHREIBUNG | deutscher Fußballspieler |
| GEBURTSDATUM     | 17. Juli 1946            |
| STERBEDATUM      | 4. Juni 1973             |
| STERBEORT        | Reichenbach im Vogtland  |